# The Russian Bride
The Russian Bride es un film del género thriller y suspenso dirigida por Michael S. Ojeda en 2019 y que cuenta con las actuaciones principales de Corbin Bernsen, Kristina Pimenova y Oksana Orlan en los roles principales.

## Argumento
Una joven mujer rusa llamada Nina, madre de una hija de 11 años, Dasha, viajan a América con la esperanza de rehacer su vidas después de una separación de un padre y esposo drogadicto. Al llegar a Estados Unidos es recibida por un adulto mayor americano, un millonario excéntrico llamado Karl Frederick.
Al principio todo parece estar normal en la vida de Nina y Dasha, pero casi al comienzo de la vida en común aparecen señales de que Frederick es más que un hombre entrado en años, millonario y extravagante.
Nina y Dasha se verán imbuidas gradualmente en un drama siniestro y un oscuro propósito que oculta Karl Frederick y sus criados en su residencia haciéndola arrepentirse de haber aceptado esa extraña relación.

## Valoración
La película está aún en recopilación estadística.

## Producción
La película fue filmada en Estados Unidos en 2017.